# 新潟市立小針小学校
新潟市立小針小学校（にいがたしりつ こばりしょうがっこう）は、新潟県新潟市西区小針二丁目に所在する市立小学校。

## 概要
全校生徒数705名、教職員数51名。（2017年度現在）

## 沿革
- 1887年6月2日 - 簡易科小市小学校として創設。
- 1970年 - 新潟市立青山小学校を分離新設。
- 1972年 - 新潟市立真砂小学校を分離新設。

## 交通
- JR東日本 ■越後線 小針駅より徒歩7分
- 新潟交通 W3寺尾線・B1萬代橋ライン直通 「小針小学校前」バス停より徒歩1分
- E8北陸自動車道 新潟西インターチェンジより車10分
- 国道8号（新潟バイパス） 黒埼インターチェンジより車10分